# Фінстерволде
Фінстерволде (нід. Finsterwolde) — село у провінції Гронінген, на північному сході Нідерландів. Розташованe у муніципалітеті Олдамбт. Містечко знаходиться приблизно в 7 км на північний схід від міста Вінсхотен. Фінстерволде був окремим муніципалітетом до 1990 року, коли він і Бад-Нювесханс були скасовані та додані до муніципалітету Берта, який у 1992 році отримав назву Райдерланд, а у 2010 році приєднався до муніципалітету Олдамбт.